# Teodora Paleolog
Teodora Paleolog (grčki Θεοδώρα Παλαιολογίνα, bugarski Теодора Палеологина) bila je bizantska princeza i bugarska carica, a imala je dvojicu supruga.
Bila je kći cara Mihaela IX. Paleologa i carice Rite Armenske.
Prvo se udala za bugarskog cara Teodora Svetoslava. Čini se da je bila u dobrom odnosu s pastorkom, carem Georgijem Terterom II.
Poslije se udala za bugarskog cara Mihaela Šišmana. Nakon njegove je smrti otišla 1330. u Carigrad. Postala je redovnica Teodozija.
Zna se da je Teodora imala djecu s Mihaelom i možda čak s Teodorom, ali njihov broj i imena nisu nam poznati. 